# Chiesa di Sant'Antonio di Fadali
La chiesa di Sant'Antonio di Fadali è una chiesa campestre situata in territorio di Isili, centro abitato della Sardegna centrale. Consacrata al culto cattolico, fa parte della parrocchia di San Saturnino, arcidiocesi di Oristano.
L'edificio, ubicato in località Fadali a circa otto chilometri dal paese, risale al 1500. Dopo circa un secolo di abbandono la chiesa è stata riconsegnata al culto grazie ad attenti lavori di restauro effettuati a fine XX secolo.